# Narwal
Il Narwal è stato un motopeschereccio argentino, varato dal cantiere Beliard-Murdoch, Ostenda, ed equipaggiato per scopi ELINT durante la guerra delle Falklands e comandato da Nestor L. Fabiano. Alla nave era stato assegnato il compito di seguire la flotta britannica ed effettuare operazioni ELINT insieme con altri pescherecci, e venne rilevato per la prima volta da una pattuglia aerea britannica il 29 aprile.
Il Narwal venne pesantemente danneggiato in un attacco aereo da parte di velivoli Sea Harrier dalla HMS Hermes il 9 maggio 1982. La nave venne colpita da una bomba da 1000 pound (454 kg), che non esplose perché sganciata da una quota inferiore a quella prescritta e quindi non si armò in tempo. La bomba causò pesanti danni e gli Harrier bersagliarono il Narwal con i loro cannoni da 30mm. Gli aerei erano Sea Harrier della Fleet Air Arm del 800 Naval Air Squadron, pilotati dal Fl Lt Morgan e dal Lt Cdr Batt. I due Harrier erano stati 
inviati a Port Stanley per una missione di bombardamento, ma la missione non venne completata per la presenza di nuvole basse sull'area del bersaglio. Sul percorso di ritorno verso la Hermes gli aerei scoprirono la nave ed ottennero il permesso di attaccare il bersaglio.
Una squadra di abbordaggio dello Special Boat Service raggiunse il bersaglio con un Sea King Mk.4 del 846 Naval Air Squadron e catturò la nave immobile nell'acqua, prendendo tutti gli uomini a bordo ed il corpo dell'unica vittima, Omar Alberto Rupp, il nostromo del peschereccio argentino, ucciso dall'impatto della bomba. Il Narwal venne preso a rimorchio, ma affondò il giorno seguente, 10 maggio. Tra i catturati si trovava il capitano Juan Carlos González dei servizi informativi della Armada Argentina, che venne rilasciato dopo la guerra.
Omar Alberto Rupp venne sepolto in mare dagli inglesi il 10 maggio. Nel frattempo, un Aérospatiale SA 330 Puma dell'Ejército Argentino venne inviato a recuperare l'equipaggio del Narwal dopo aver ricevuto un segnale di soccorso, ma venne abbattuto dal cacciatorpediniere HMS Coventry con un missile Sea Dart, uccidendo tutti e tre i membri dell'equipaggio.